# Siga
Pour la classification alimentaire en fonction de leur transformation, voir NOVA (nutrition)#Limites.
Siga est une cité antique, ancienne capitale numide du roi Syphax, dont les ruines sont situées au lieu-dit Takembrit, sur la rive gauche et à faible distance de l'embouchure du fleuve Tafna, commune d'Oulhaça El Gheraba, dans la wilaya de Aïn Témouchent en Algérie.

## Situation
L'établissement antique de Siga s’élève au lieu-dit Takembrit (daïra d'Oulhaça El Gheraba, wilaya de Aïn Témouchent, Algérie) sur la rive gauche de la Tafna, à quelques kilomètres de son embouchure, recouvrant de ses ruines les berges de l’oued et les deux collines :  Bani Zhana et Ras Dchour, à 12 km au Sud-Ouest de Béni Saf.

## Toponymie
Plusieurs auteurs antiques distinguent à Siga un site urbain et un port, connu sous le nom de Portus Sigensis.
Le nom Siga est un terme libyque reconnaissable qui présente une forme classique dérivée en s-. Il provient de la racine pan-berbère agg, qui signifie « voir d'en haut, surplomber » et qui est encore attestée dans la langue berbère contemporaine. Ce nom décrit de manière précise le site escarpé de l'ancienne cité. Ainsi, Siga représente une forme romanisée du terme libyque šigan.
Une explication du nom antique de Siga est fournie dans le dictionnaire de Charles de Foucauld. Il est manifeste que de nombreux toponymes de montagnes, points d'eau et vallées ont des racines étymologiques dérivées de éség (« taureau », « bœuf »), évoquant ainsi la puissance et la force. Cette constatation rejoint l'opinion avancée par Arthur Pellegrin, qui associe le toponyme de Siga à la racine seg (d'origine indo-européenne), signifiant être puissant ou fort.
Selon Bakhta Abed, cette corrélation doit être principalement attribuée à la position géographique de la ville. Par ailleurs, il est très probable que la ville ait emprunté son nom à son fleuve, le Siga flumen.
Takembrit est le nom berbère traditionnel pour désigner l'emplacement de l'ancienne cité de Siga. Sa signification demeure à déterminer.

## Histoire

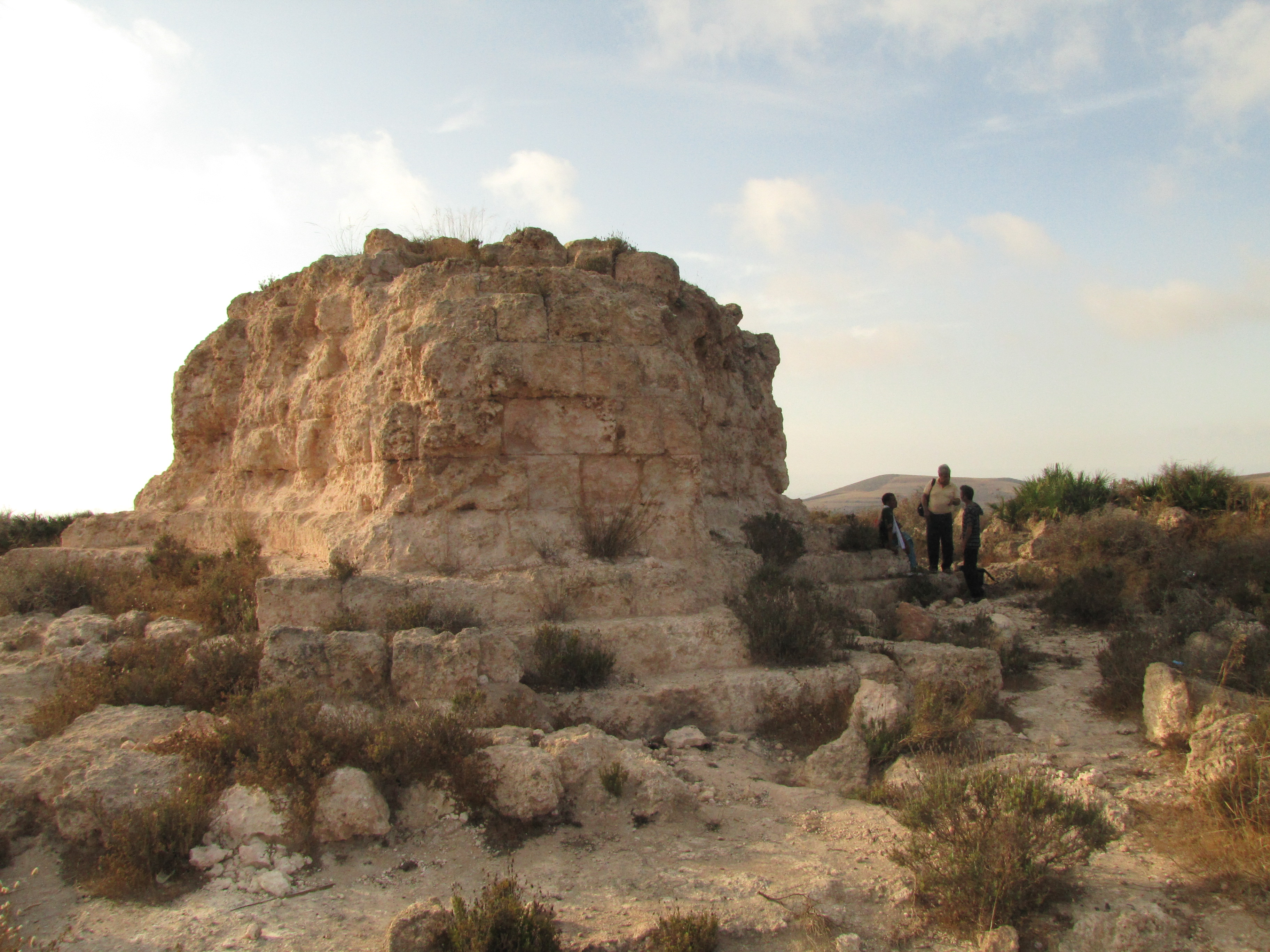
Mausolée de Beni-Rhénane.

L'île de Rachgoun est occupé par des Phéniciens à partir du VIIe avant J.-C. À partir du Ve avant J.-C, date de l’abandon de l’établissement insulaire, la ville punico‑numide de Siga se développe en amont de l’embouchure de la Tafna. 
Le périple de Scylax mentionne Siga parmi les comptoirs puniques situés sur le littoral, indiquant ainsi qu'elle était déjà un centre commercial. Durant l'époque du royaume Masaesyle, Siga revêtait une importance considérable, puisque l'aguellid Syphax l'a choisie comme résidence royale et l'une des capitales de son royaume. Au cours des guerres puniques, la ville fut le théâtre de rencontres entre Scipion l'Africain et son rival carthaginois Hasdrubal. Entre les IIIe et Ier siècles avant J.-C., Siga connut une prospérité florissante. 
La victoire de Massinissa aux côtés de Rome en 202 av. J.-C. avait théoriquement unifié les deux royaumes massyle et masaesyle. Cependant, Síga est restée peut-être pendant un certain temps aux mains du fils de Syphax, Vermina, qui aurait apparemment frappé sa propre monnaie. La date de la prise de la ville par Massinissa reste indéterminée, mais il semble qu'il y ait également fait frapper monnaie. Après sa mort en 148 av. J.-C., la ville passa à son fils Micipsa, dont le règne devait durer jusqu'en 118 av. J.-C.
Son importance diminua par la suite au profit de la nouvelle capitale Iol. Cependant Bocchus le Jeune en fit l'une de ses capitales et y ouvrit un atelier monétaire. Sous le règne de Juba II et de son fils Ptolémée, il est fort probable que Siga ait participé activement aux échanges commerciaux avec l'Ibérie.
Après une décadence passagère, la ville reprend une certaine importance à l’époque romaine, en particulier avec les empereurs africains, Septime Sévère et Caracalla. Les sources antiques accordent à la ville de Siga différents statuts, tour à tour celui de municipe et celui de colonie. Pline (Siga oppidum) et Ptolémée la qualifient de « colonie », tandis que l'Itinéraire d'Antonin et l'Anonyme de Ravenne la décrivent comme un « municipe ».
Cependant, il n'existe pas de données tangibles permettant de confirmer son statut de colonie, et il est très probable qu'il s'agisse d'une erreur de la part de Ptolémée. En ce qui concerne le statut de municipe, il est probable que la ville l'ait acquis au cours du IIe siècle après J.-C.
Vers 429-430, il est probable que la ville de Siga ait été conquise et dévastée lors de l'invasion vandale de la région. En tant que port, il est probable qu'elle soit restée sous le contrôle des Vandales, tout comme plusieurs autres villes côtières de la Maurétanie Césarienne. Les informations concernant son sort pendant la période byzantine demeurent inconnues.
Après la conquête musulmane, Archgoul, une ville médiévale occupe le même site. La cité est à nouveau attestée sous ce nom, qui pourrait avoir conservé le toponyme antique sous la forme Rus-Siga.

## Monuments

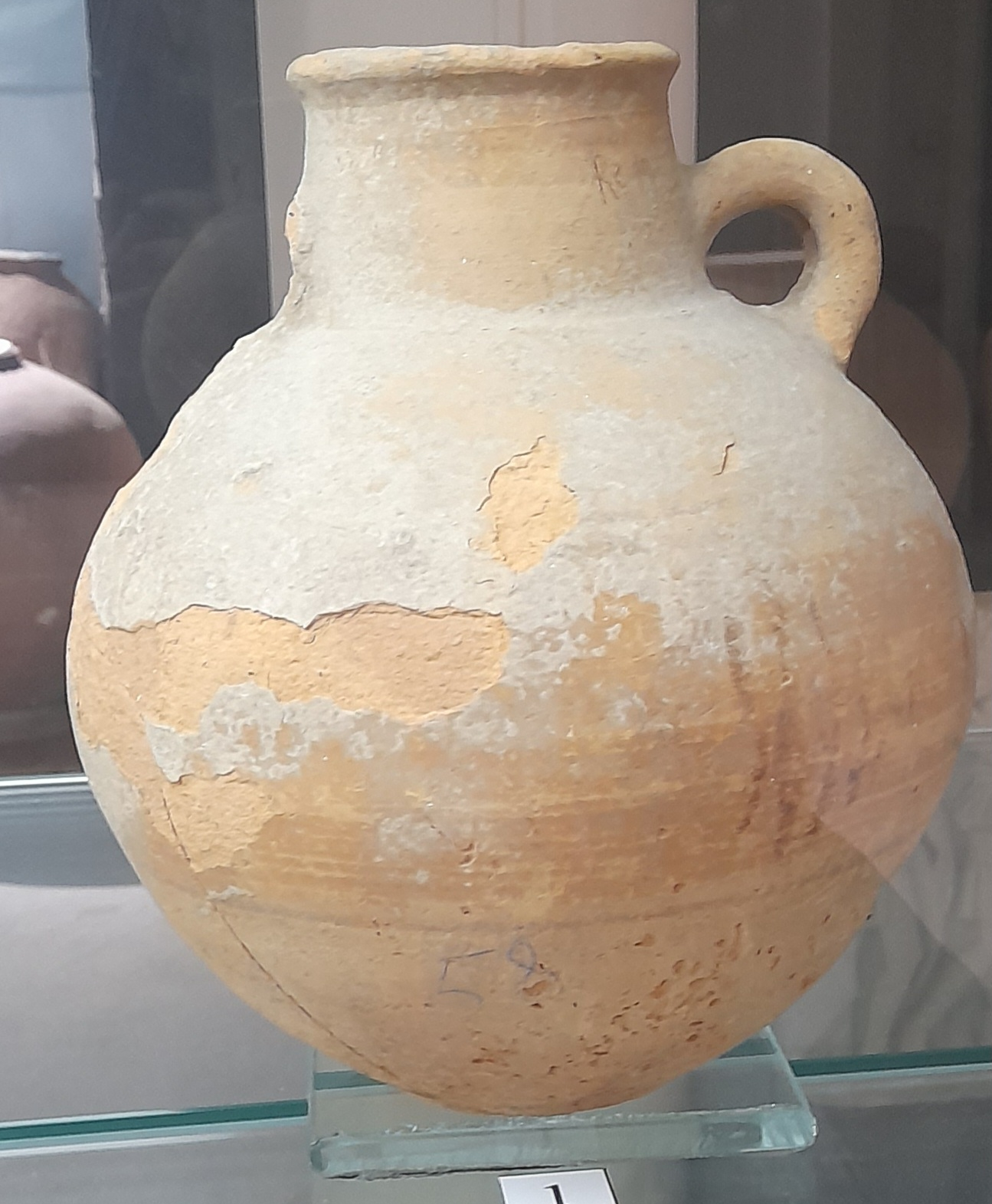
Jarre antique conservée au Musée d'Oran.

Nombre de monuments visibles ou encore enfouis s’étendent sur les deux rives de l'oued parmi lesquels le mausolée de Beni-Rhénane. Les nombreuses fouilles faites sur le site et ses alentours ont mis au jour différents monuments et en particulier les aménagements hydrauliques, des tronçons d'un rempart, des thermaux romains, une nécropole et une acropole, située sur le Ras Char.
Les musée d’Oran, de Tlemcen et de Aïn Témouchent, abritent une collection d’objets provenant des fouilles qui ont été menées sur le site, notamment des amphores et des stèles votives.
Un gros effort est demandé, par certains archéologues et des associations de la région, aux autorités locales, régionales et nationales en matière de recherche, de préservation et de mise en valeur pour donner à Siga la place due à son passé prestigieux et à son riche patrimoine archéologique.

## Numismatique
L'atelier monétaire de Siga figure parmi les émissions monétaires de la Numidie et des Maurétanies. On y trouve des monnaies attribuées à des souverains tels que Syphax, Vermina, Massinissa, Micipsa et Bocchus.